# Lípa u Hlásné Třebaně
Lípa u Hlásné Třebaně je památný strom druhu lípa srdčitá (Tilia cordata) rostoucí na polní cestě vedoucí z Hlásné Třebaně na Karlštejn. Památným stromem byla prohlášena v roce 1986. Odhaduje se, že byla vysazena na přelomu 19. a 20. století. Poblíž lípy se nachází kaplička, ve které je umístěn kamenný kříž. Lípa se nachází na trase  turistické značky vedoucí z Halounů přes Zadní a Hlásnou Třebaň na Karlštejn.